# Shifting (voyage mental)
Le shifting, également appelé « reality shifting » ou « voyage mental », désigne une pratique mentale qui serait née aux États-Unis, puis qui a explosé au début des années 2020. C'est une technique proche du rêve lucide, par laquelle certains individus disent arriver, à l'aide de techniques spécifiques, à se projeter mentalement dans des univers imaginés, alternatifs. Ce phénomène s'est popularisé chez les adolescents (adolescentes surtout) dans le contexte de la pandémie de Covid-19, durant laquelle le confinement et l'isolement pourraient avoir favorisé la recherche d'aventures imaginées et/ou de refuges mentaux. La diffusion de ce concept et de témoignages sur Internet, principalement via des forums et réseaux sociaux, a contribué à un essor rapide du phénomène, essentiellement dans la génération Z, avec la frustration de ne pas y arriver pour la plupart de ceux qui s'y essayent, et le risque, selon le médecin et hypnothérapeute Jean-Marc Benhaiem « d'égarer ceux qui le pratiquent, car ils n'en tirent pas vraiment d'outils pour apprendre à affronter la vie réelle ».

## Éléments de définition
Shifting est un néologisme anglophone, issu du verbe anglais to shift qui signifie « déplacer », « changer ».
Le shifting associe des techniques telles que la relaxation du corps ; la concentration intense, le désengagement du réel, le vagabondage mental, la méditation et l'autosuggestion/autohypnose, l'imagerie mentale… mobilisées pour induire un état modifié de conscience, et vivre durant un certain temps une expérience de voyage mental relativement contrôlé, c'est-à-dire d'immersion dans un univers alternatif désiré,.
Divers observateurs estiment que ce phénomène de recherche d'états modifiés de la conscience illustre le besoin d'évasion ou de fuite né des tensions et de l'isolement qui a caractérisé le confinement pour beaucoup de gens. C'est aussi accéder à une réalité virtuelle sans faire appel à une technologie.

## Historique et origines
La technique serait née aux États-Unis dans les années 2010, probablement en lien avec des pratiques similaires ou proches comme le rêve lucide ou la tulpamancie, qui y étaient déjà populaires sur certaines plateformes en ligne (Reddit et Amino).

### Contexte pandémique et émergence
La pandémie de Covid-19 a constitué une crise sanitaire mondiale bouleversant les modes de vie et amplifiant les sentiments d'isolement, en particulier durant les périodes de confinement. Certaines études ont observé, par exemple, une augmentation de comportements d'évasion, illustrée par la hausse de la consommation d'alcool. Ce contexte a favorisé l'émergence du shifting dès 2020, particulièrement chez les adolescentes confrontés aux défis du confinement et aux transformations des interactions sociales, et dans ce contexte en quête d'évasion et de magie. Selon un article du Monde (2021), ces adolescentes cherchaient à se projeter dans des univers alternatifs tels que le monde magique de la saga Harry Potter ; le monde de dessins animés (ex. : My Hero Academia) ou dans le monde de films tels que Le Seigneur des anneaux.

### Prévalence, influence générationnelle et numérique
La génération Z, baignant déjà dans l'univers numérique, souvent depuis l'enfance, a largement contribué à la diffusion du shifting.
Les plateformes numériques telles que TikTok, YouTube et Amino via leurs algorithmes de recommandation ont viralisé le phénomène, en mettant en avant de nombreux tutoriels et témoignages ; Sur TikTok, le hashtag #shiftingrealities, passé de 170 millions de vues à plus de 1 milliard entre octobre 2020 et avril 2021, pour atteindre 2,6 milliards de vues début décembre 2021. Les internautes intéressés par le shifting ont créé de nombreux réseaux d'entraide « particulièrement soudés ».
Ceux qui « réussissaient » à shifter l'affichaient sur leur profil, et partageaient en ligne leur méthode pour y arriver,, amplifiant ainsi la portée de cette pratique à l'échelle mondiale. En 2021, un forum sur le shifting a compté plus de 40 000 membres, et sur certaines plateformes de médias sociaux, des vidéos sur le sujet ont été visionnés plus de 1,7 milliard de fois.

### Comparaison avec d'autres techniques de modification de l'état de conscience
Le shifting partage des mécanismes communs avec d'autres pratiques telles que l'hypnose, le rêve lucide et la tulpamancie, tout en se focalisant sur l'auto-induction et un objectif explicite (explorer un monde narratif prédéfini).

Le shifting a des points communs avec le trouble de la rêverie compulsive (démarche structurée, et intentionnelle d'évasion consciente), mais il n'est pas supposé être envahissant ni pathologique.

## Phénoménologie et expérience subjective

### Description des expériences vécues
Les participants affirmant réussir le shifting décrivent une sensation de réalisme pouvant conduire à la conviction de la concrétude de l'univers exploré, à une impression d'immersion totale dans les univers visités, voire à un sentiment de transcendance. L'expérience se caractérise aussi par une altération de la perception du temps et de l'espace.
La très grande majorité des gens n'arrivent pas à créer ce type d'imagerie mentale, ou ne peuvent pas se projeter dans un monde imaginé tout en y trouvant et conservant une sensation de réel. Ceux qui y arrivent possèdent probablement un trait ou des traits de forte hypnotisabilité (susceptibilité hypnotique),,,, associé(s) à une capacité de dissociation.

### Univers fictionnels favoris
Parmi les mondes explorés, l'univers de Harry Potter a été particulièrement populaire, probablement pour son pouvoir narratif et symbolique, et car déjà connu de tous, offrant un refuge face aux contraintes du quotidien. Mais d'autres mondes sont souvent cités, tels que celui de My Hero Academia, de la série de films Le Seigneur des anneaux et bien d'autres.

## Comparaison avec des phénomènes apparentés

### Hypnose et suggestions
Le shifting et l'hypnose emploient des techniques d'autosuggestion et de focalisation de l'attention. Cependant, contrairement à l'hypnose — qui implique souvent l'intervention d'un praticien — le shifting est une démarche auto-induite visant à explorer des univers prédéfinis.

### Tulpamancie et création d'entités mentales
La tulpamancie consiste en la création délibérée d'entités mentales, mobilisant des processus imaginatifs similaires. Toutefois, le shifting se focalise sur l'exploration d'univers alternatifs connus ou désirés plutôt que sur la matérialisation d'entités autonomes.

### Rêverie, trouble de la rêverie compulsive et rêve lucide
Bien que le rêve lucide et la rêverie compulsive éveillée offrent des expériences d'immersion mentale, le shifting s'en distingue par sa méthode structurée d'exploration consciente, et volontaire, d'univers imaginaires.

### Dissociation, amnésie dissociative, absorption dissociative…
Certains aspects du shifting présentent des similitudes avec la dissociation (qui est souvent un mécanisme de protection psychique, ou parfois un trouble pathologique, permettant à l'individu de se détacher temporairement du réel pour s'immerger dans des états altérés de la conscience. Le shifting a des points communs avec l' «absorption dissociative » (ici définie comme la tendance à s'immerger dans un seul stimulus, externe (par exemple, dans un film, un livre) ou dans un stimulus interne (ex. : pensée, musique ou image mentale), tout en négligeant d'autres stimuli dans l'environnement au profit d'états d'« attention totale ». Carlson et Putnam, en 1993 ont aussi proposé le concept de « absorption et participation imaginative » (quand l'accent est porté sur l'imagerie interne au détriment de la prise en charge de la réalité externe, par exemple, pour une personne si absorbé dans un rêve éveillé qu'elle en devient insensible). L'absorption et une implication imaginative excessive sont souvent considérées comme l'une des trois sous-échelles de la dissociation des traits ainsi que la dépersonnalisation-déalisation et l'amnésie dissociative, mais il n'y a pas de consensus sur leur définition exacte.

## Approches psychologiques, neurologiques et théoriques

### Modèles explicatifs proposés
En 2023, on a montré, expérimentalement, chez le rat de laboratoire, que d'autres animaux mammifères peuvent aussi pratiquer le voyage mental. On a aussi récemment montré que la souris peut pratiquer le désengagement mental.
Chez l'Homme, Voss et ses collègues ont montré, en 2014, dans la revue Nature Neuroscience qu'il est possible d'induire une sensation de conscience de soi dans les rêves, par une stimulation frontale du faible courant de l'activité gamma du cerveau.
Des recherches récentes, telles que l'étude de Somer et al. (2023) publiée dans Current Psychology, suggèrent que le shifting résulte d'interactions complexes entre l'attention, l'autosuggestion et l'influence de la contagion culturelle. Ce modèle permet de situer le shifting dans le continuum des états modifiés de conscience. Il intéresse aussi les neurosciences, qui recherche les corrélats neuronaux de ce type d'expérience subjective. Selon le neurologue Laurent Vercueil« Nous commençons à connaître les opérateurs cérébraux de cette expérience, mais son contenu subjectif reste hors de portée : c'est bien ce qui fait toute sa magie ».

### Facteurs interactifs et narratifs
L'émergence du shifting repose également sur des facteurs socioculturels, notamment l'importance des récits imaginaires et des univers narratifs riches. L'auto-induction par des techniques ciblées se combine avec l'influence des réseaux sociaux pour renforcer l'immersion et la conviction dans l'expérience vécue.

## Impact socio-culturel et Diffusion Numérique

### Rôle des réseaux sociaux et des plateformes numériques
La viralisation du shifting est largement attribuée aux réseaux sociaux et aux plateformes telles que TikTok, YouTube et Amino, qui facilitent la création de communautés virtuelles et la diffusion de tutoriels et de témoignages.

### Réception médiatique et perception publique
La couverture médiatique du shifting a oscillé entre fascination et scepticisme. Certains articles encadrent ce phénomène comme une forme innovante d'exploration mentale, tandis que d'autres dénoncent une interprétation hasardeuse des processus cognitifs, appellant à une analyse plus rigoureuse.

## Implications pour la sociopsychologie
Le shifting soulève des questions intéressantes pour la sociopsychologie contemporaine, relatives à la compréhension des états modifiés de conscience à l'ère numérique, mais aussi aux choix des mondes désirés dans ce cadre (selon Célia Laborie (2021), « Le shifting fait davantage office de moment d'exploration solitaire, pour jouer à se faire peur, tester les limites de son corps et de son esprit. Il s'agit aussi de mieux comprendre sa place, et d'évaluer les qualités dont on est armé pour affronter les turbulences à venir dans le monde des adultes. Les shifteurs ne cherchent d'ailleurs presque jamais à se projeter dans des univers tout à fait paisibles. Beaucoup se dirigent vers des mondes dystopiques comme ceux de la série Les 100' ou du manga L'Attaque des Titans »). Ce phénomène pose ainsi des questions et perspectives nouvelles sur la santé mentale et à propos de l'utilisation des techniques d'auto-induction face aux défis psychosociaux contemporains.

## Critiques, controverses et perspectives de recherche
Les critiques relatives au shifting ont dans un premier temps porté sur le manque de validité scientifique des témoignages. Certains spécialistes mettent en garde contre des interprétations erronées qui pourraient occulter des enjeux de santé mentale. Dans un domaine proche, N. Soffer-Dudek en 2020 rappelle qu'on ignore encore si l'induction et la pratique du rêve lucide, notamment hors d'un cadre médical, est sans risques pour le cerveau et la psyché ; de même pour le « découplage perceptuel » nécessaire au Shifting.
Les recherches futures devraient privilégier des études longitudinales pour évaluer l'impact à long terme du shifting sur la santé mentale et approfondir l'exploration des mécanismes cognitifs et émotionnels sous-jacents. De telles études pourraient également identifier des applications thérapeutiques potentielles tout en précisant les limites et les risques associés.